# Baranyi Károly (szobrász)
Baranyi Károly (szerbül: Karlo Baranji) (Újvidék, 1894. november 3. – Újvidék, 1978. március 13.) vajdasági magyar szobrász.

## Életpályája
Vasúti munkás családba született. Gyermekéveit is itt Újvidéken és Karlócán töltötte. Az első nyolc osztályt az utóbbi településen. Középiskolai tanulmányait Újvidéken kezdte és Újverbászon fejezte be. A budapesti tudományegyetem bölcsészeti karán három félévet hallgatott természetrajz-földrajz szakon, tanár akart lenni – és itt került közel a művészetekhez. Első festőóráit Pechán Józseftől és Oláh Sándortól vette. Az első világháború kitörésekor abbahagyta tanulmányait és visszatért Verbászba. De ekkor már szobrász akart lenni.
Első kiállítása 1919-ben Budapesten volt a Nemzeti Szalonban, ahol a kiállított szobrával felvették a tagok közé. Pankotai Farkas Bélától tanult szobrászatot. Mivel azonban nem látott módot a kibontakozásra, így újra visszaszökött a vajdaságba. 1922 szeptemberében került Péter és Pál apostolokról készült szobra Dunacséb római katolikus templomába. Ezután Szabadkán képző- és iparművészeti műhelyt nyitott, de kilenc hónap múlva be is kellett zárnia. Ez idő alatt ismerkedett azonban össze azokkal a művészekkel, akikkel 1923-ban megalapította a Vajdasági Képzőművészek Egyesületét. 1923–1925 között Párizsban dolgozott és folytatta tanulmányait (Camille Garnier-nál). 

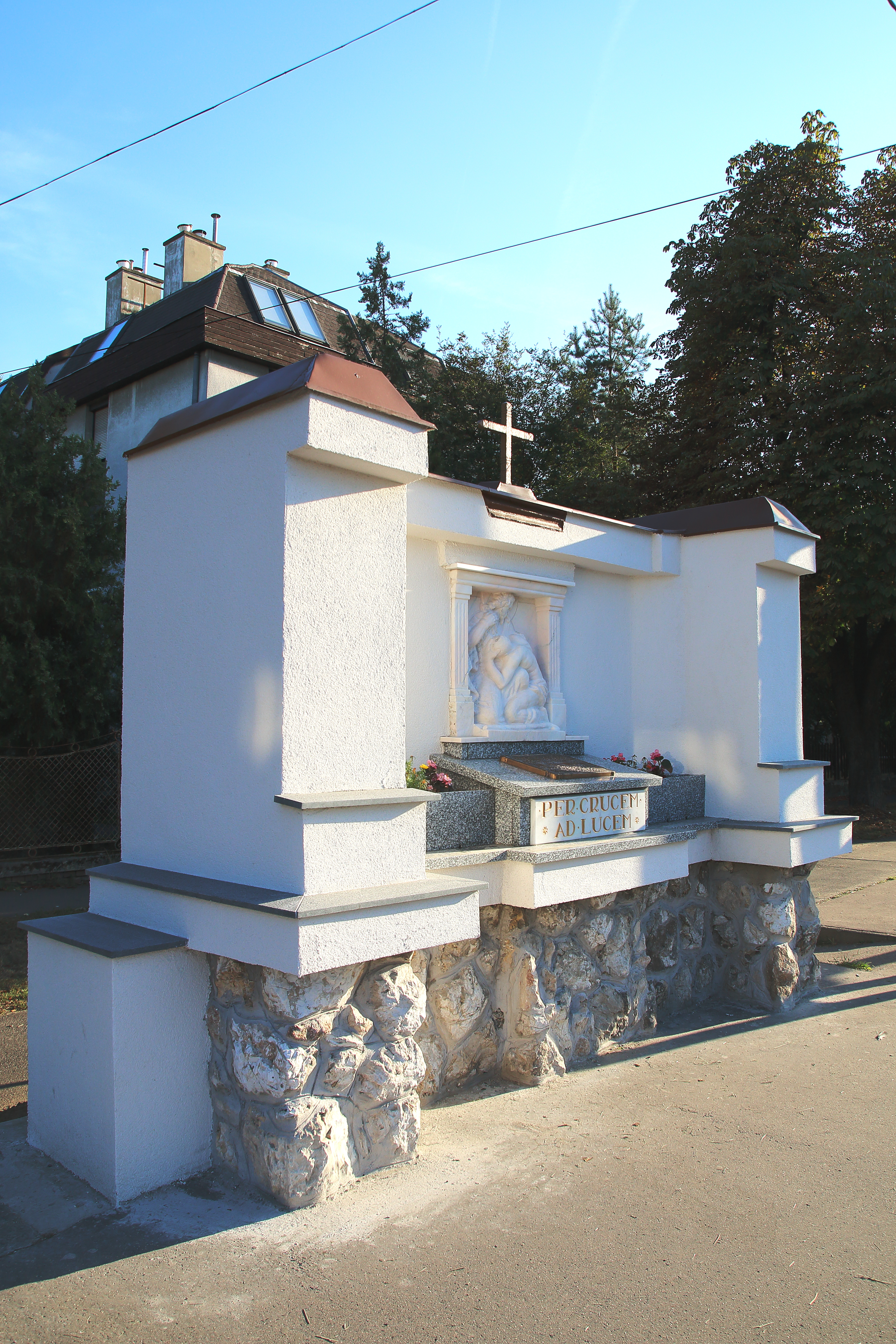
Király Andor fia emlékére, aki 1926-ban szenvedett halálos motor-balesetet Mátyásföldön állíttatott emlékművet (amit 2019-ben teljesen felújítottak)

1925. november 23-án feleségül vette a bánáti Begaszentgyörgyön született Markov Zlatát, akiről csak néhány év múltán fedezte fel képzőművészeti tehetségét. Néhány évig Pestre költöztek és Mátyásföldön az akkori József (1981-től Zsélyi Aladár) utcában építettek egy műtermes házat. Első megrendelése Pécelről jött, ezután hamar követte a többi. Nagy társadalmi életet éltek, többször megfordult náluk például Istók János is.
Az 1930-as években azonban a világgazdasági válság nehézségei miatt visszamentek Bácskába, Újvidékre, ott vettek maguknak házat. Itt már kerámiával is foglalkozott. Változatlanul nagy társadalmi életet folytattak, s nagy eredményeket értek el.
1943. július első napjában sorozták be. A második világháború után a foksányi fogságból Budapestre tért vissza. Magyarországról többször is megpróbált „hazakerülni”, de csak 1955 után, a két ország közötti viszonyok enyhülését követően kaphatott útlevelet, így mindannyiszor visszatoloncolták. 1946-ban már kiállításon szerepelt, hozzálátott az alkotómunkához. Szegeden – hogy közelebb legyen a határhoz – bekapcsolódott a képzőművészek egyesületének munkájába. E mellett a helyi vegyipari középiskolában dolgozott. Hamarosan a hódmezővásárhelyi Agyagipari Szövetkezet műszaki vezetője lett, majd a Csongrád megyei dekorációs vállalathoz került. De folyamatosan részt vett kiállításokon, szobrászkodott és éveken keresztül részt vett a képzőművészeti szabadoktatásban.
1956 augusztusában érkezett vissza Újvidékre és találkozhatott 12 év után újra a feleségével. Ekkortól haláláig itt élt és alkotott. Baranyi 1956-ban még Zlatával együtt az újvidéki iparművészeti iskolában tanított, de a jogtalanságok láttán otthagyta. 1958-ban ment nyugdíjba, azonban, hogy az idegenben eltöltött munkaviszonyait is beszámítsák tíz évig pereskedett. 1967-ben feleségével együtt Vajdaság érdemes művészei lettek, 1969-ben pedig Október díjat kaptak.
1978. március 13-án, hosszas betegség után hunyt el.

### Munkássága
A két világháború között, majd a második után is a Baranyi házaspár jelentős szerepet játszott vajdasági képzőművészeti életben, mind magyar, mind pedig szerb vonatkozásban.
Baranyi Károly az 1920-as évek elejétől foglalkozott szobrászattal. Eleinte portréket, plaketteket, domborműveket készített, majd architektúrális alkotásokkal foglalkozott. Síremlékeket, terrakotta-alakokat is mintázott. Ekkor még egyes műveit tudományos-realisztikus stílusban ábrázolta, míg másokat már a konstruktivizmus és a neoszecesszió erőteljes megjelenése, és kifejezetten deformált arcok jellemeztek. Az 1930-as években készültek gipsz-mellszobrai (például a Krisztus-fej).
Párizsi tartózkodása alatt jelentős szerepet töltött be a Grand Palais dekorációs munkálatainál és a Cluny Múzeumban végzett kutatásoknál. A Csókolódzó faun című kompozícióját a Société National des Beaux Arts (a francia Nemzeti Képzőművészeti Társaság) szigorú zsűrizés (a beküldött pályázatok közel 70 százalékát visszautasították) után elfogadta és szobra szerepelt az 1925-ös világkiállítás nemzetközi szobrászati pavilonjában.
Mátyásföldi korszaka alatt Baranyit tagjává választotta a Független Képzőművészek Egyesülete, amelynek 1927-es kiállításán 4 alkotásával szerepelt. 1928-ban a Műcsarnok Tavaszi tárlatán a Csók című alkotását láthatta a közönség. Ugyanekkor jelent meg a párizsi Magyar Akadémia első kiadványaként Ajtay Miklós könyve, amiben Pirandellóról készült plakettje, valamint a Csókolódzó faun megnevezésű szobrának reprodukciója is szerepelt. Építészeti cégtől is kapott megbízást épületplasztikára, majd egy másiktól a rákosszentmihályi iskola díszítőmunkaira. Ekkor azonban a világgazdasági válság következtében az építészeti vállalatok csődbe kerültek, így pedig Baranyi több, mint 50 ezer pengős követelése odaveszett. Eladta mátyásföldi házukat, s visszamentek Újvidékre.
Ebben az időben számos szobrot alkotott köztérre és épületre. Például Újszászon az 1930-as évek elején kapott megbízást a Mihajlo Pupin (ekkor Tito marsall) sugárúton egy saroképületre készített 8 méteres Mercur szoborra – amit azonban 10 év múlva el kellett távolítani, mert a tető szerkezete nem bírta a terhelést. 1936-ban a belgrádi új parlamentépület díszítésére kiírt pályázaton a Tomiszláv királyról és a Dušan cárról készült szobrai egy több száz résztvevőből második és harmadik helyezést ért el. 1937-ben Ikarosz című szobrával pedig már első díjat nyert. Ez a zimonyi repülőakadémia homlokzatán kapott helyet. Mivel azonban a sovinizmus abban az időben nem tűrte a magyar neveket, Baranyi rendszerint felesége nevén pályázott.
Markov Zlata ekkorra már önálló szobrász és keramikus volt. 1934-ben vele rendezte meg Jugoszlávia első kerámiai kiállítását. Sikerüket bizonyítja, hogy a kiállított, több mint 400 darabból álló anyagot mind megvásárolták.
Az 1937-es párizsi világkiállításon Tabakovics Iván festőművésszel együtt kapott megbízást a jugoszláv pavilion szobrászati díszítésére. Ezekre az alkotásaikra Grand Prix és Diplome d'Honneur elismerést kaptak. 
Az 1941–1944 között működött Délvidéki Szépmíves Céh egyik alapítója és elnöke is volt. A sikeres kezdeményezés során munkákat szereztek, művésztelepet szerveztek, számos tanfolyamot indítottak. A tagok neves kiállításokra is eljutottak. De jött a második világháború.
A háború utáni szobrai stilizált figuráit tömbbe (kocka, hasáb, henger, kúp stb.) rajzolta, perforálásokkal. Ember- és állatfigurái maximálisan leegyszerűsített formák, épületszerűek vagy gépekre emlékeztetnek. Alkotásai legtöbbször nem a végleges nagyságukban és anyagukkal készültek el, mert nem kapott rájuk anyagi támogatást. Leginkább fát, pozdorjalemezt, színes samottot, de összesen mint egy harmincféle anyagot használt. Szobraiban a Vajdaság életét és alakjait örökítette meg.
1973-ban Budapesten az Ernst Múzeumban rendeztek kiállítást szobraiból. 55 év szobrászat címmel 1974-ben az újvidéki Radivoj Cirpanov Munkásegyetemen rendezték meg jubileumi kiállítását.
Szobrait élete során a Szovjetunióban, Nyugat-Németországban, Franciaországban, Olaszországban, Belgiumban, és Angliában is kiállították.

## Díjai, elismerései
- A belgrádi parlament előcsarnokának díszítésére kiírt pályázat II. és III. díja
- 1967-ben a Vajdasági Képzőművészeti Egyesület érdemes művésze lett.
- 1969-ben az Újvidék város Október Díjával tüntették ki.

## Főbb munkái
- Csókolódzó faun (1925, terrakotta, Párizs)[9]
- Mercur (1931–1932, gipsz, újszászi Kereskedőifjak Otthon – Dom Trgovacke Omladine)
- Albán férfi
- Krisztus-fej (1932, gipsz, Szabadka)
- Tanulmányfej
- Katonatípus
- Ikarus (1938, kő, zimonyi Repülőgépgyár)
- Vágtató lovas
- Az ismeretlen katona emlékművének terve
- Tehenek
- Tavasz
- A nagy hal megeszi a kis halat
- Dobos
- Kariatida
- Tengeri hal
- Fejek
- Oroszlán
- Bölény
- Család
- Tengeri hal
- Tehénpásztor
- Gótikus kompozíció
- Tengeri hal
- Macska
- Tavasz
- Kakas
- Fésülködő lány
- Csillagvizsgáló
- Az életgondok szorításában
- Súlyos gondok
- Haragos férfi feje
- A házasság igája
- Liba
- Ádám és Éva
- Ritmus
- Emlékezés a Hortobágyra
- Subás parasztok

1943-ban avatták Ószivác nagyközség Baranyai Károly terve alapján elkészült országzászlóját, amin a környékbeli szerb és német ajkú lakosság is megjelent. Talapzata színes kerámiából készült. Ezen Szent István, Zrínyi Miklós, Bethlen Gábor, Hunyadi János és II. Rákóczi Ferenc volt látható. A művet az országzászló-mozgalom során a Standard villamossági rt. munkásai és leventéi ajánlották fel. „Művészi megoldásban és kivitelezésben egyedülálló a maga nemében. Tömör, szerkezetileg zárt, kompozícióban világos, áttekinthető. Anyagszerűsége, plasztikai megoldásának keresetlensége komoly és súlyos szobrászegyéniség munkája.” – írta róla Becskereki Szabó György a Szépművészet folyóirat decemberi számában.
Szirmai Károlyról először 1973-ban készített nagyméretű bronz emléktáblát egy az író arcát ábrázoló domborművel, amit a temerini Műkedvelő Színjátszó Egyesület és a Népkönyvtár épületén helyeztek el. Szintén Baranyi alkotása az 1976-ban Verbászon, a Testvériség-Egység Általános Iskola előcsarnokában avatott bronz mellszobor, ami másik példányát még ugyanezen évben a temerini Kókai Imre Általános Iskola előtt állították fel.
A Táncos pár című szobrát Bajának ajándékozta, amit 1976-ban a Kismotor és Gépgyár előtti parkban állítottak fel. A kétméteres acél műalkotást a Mezőgép Vállalat Kilián György szocialista brigádja kivitelezte.
A Baranyi-házaspár hagyatékának egy részét Temerinre hagyta. 2009 szeptemberében a Lukijan Musicki Művelődési és Tájékoztatási Központ előtt kialakított díszkertben leleplezték Baranyi Károly Fésülködő lány című szobrát, melyet Szarapka Tibor szabadkai szobrászművész ötletterve alapján állítottak fel. Bár a hagyatékból egy egész szoborparkot kívántak létesíteni, már az első művet is hamarosan megrongálták. Végül 2012-ben egy egykori zárdából átalakított galériában kerültek elhelyezésre.
A szobrászművész Napleány című alkotása a 2003-ban, a Dévavári család és a Vajdasági Magyar Művelődési Szövetség alapította vajdasági magyar újságírói elismerés, a Napleány-díj.

### Plakettek
- Szüleim plakettje
- Luigi Pirandello
- Paszejka Kóci

## Önéletrajzi írása
- Ikarosz szárnyán (Szabadka, 1970)